# 罗竞
罗竞（1993年11月14日—），是一名中国足球运动员，现效力中甲球队云南玉昆，司职中场。

## 俱乐部生涯
2001年，罗竞开始在深圳盐田体校接受足球训练，2006年加入杭州绿城青训体系。2011年夏，他入选中国足协“500.com星计划”赴葡萄牙培训球员名单， 并进入阿尔韦卡青年队。2013年夏季，罗竞加盟葡萄牙足球甲级联赛球队奥利维拉人，并很快被租借到低级别球队卡萨皮亚。2013年2月18日，他射进职业生涯首球，帮助球队2比0击败罗莱塔诺。 2013年夏季，罗竞回到杭州绿城，并被补报进入一线队名单。 2013年9月21日，他在杭州绿城1比1战平武汉卓尔的比赛第55分钟替补高迪出场，上演中超联赛首秀。 2014年4月26日，他射进个人在中超联赛首球，帮助杭州绿城客场2比2战平江苏舜天。 2014赛季，罗竞出场21次，射进2球，并在2014年11月2日被俱乐部评选为赛季最佳新人。